# Islas Aitcho

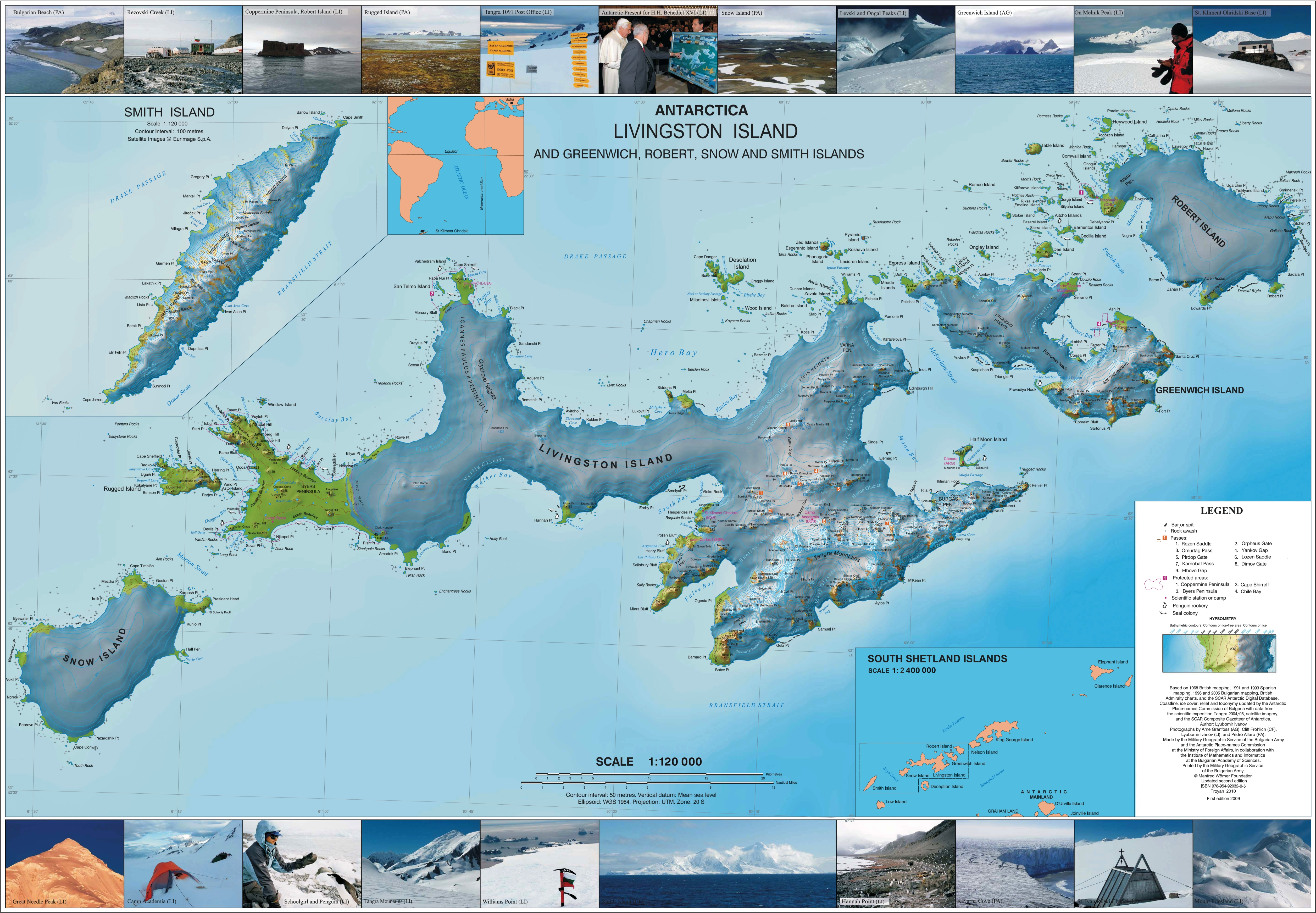
Topographic map of Livingston Island, Greenwich, Robert, Snow and Smith Islands.

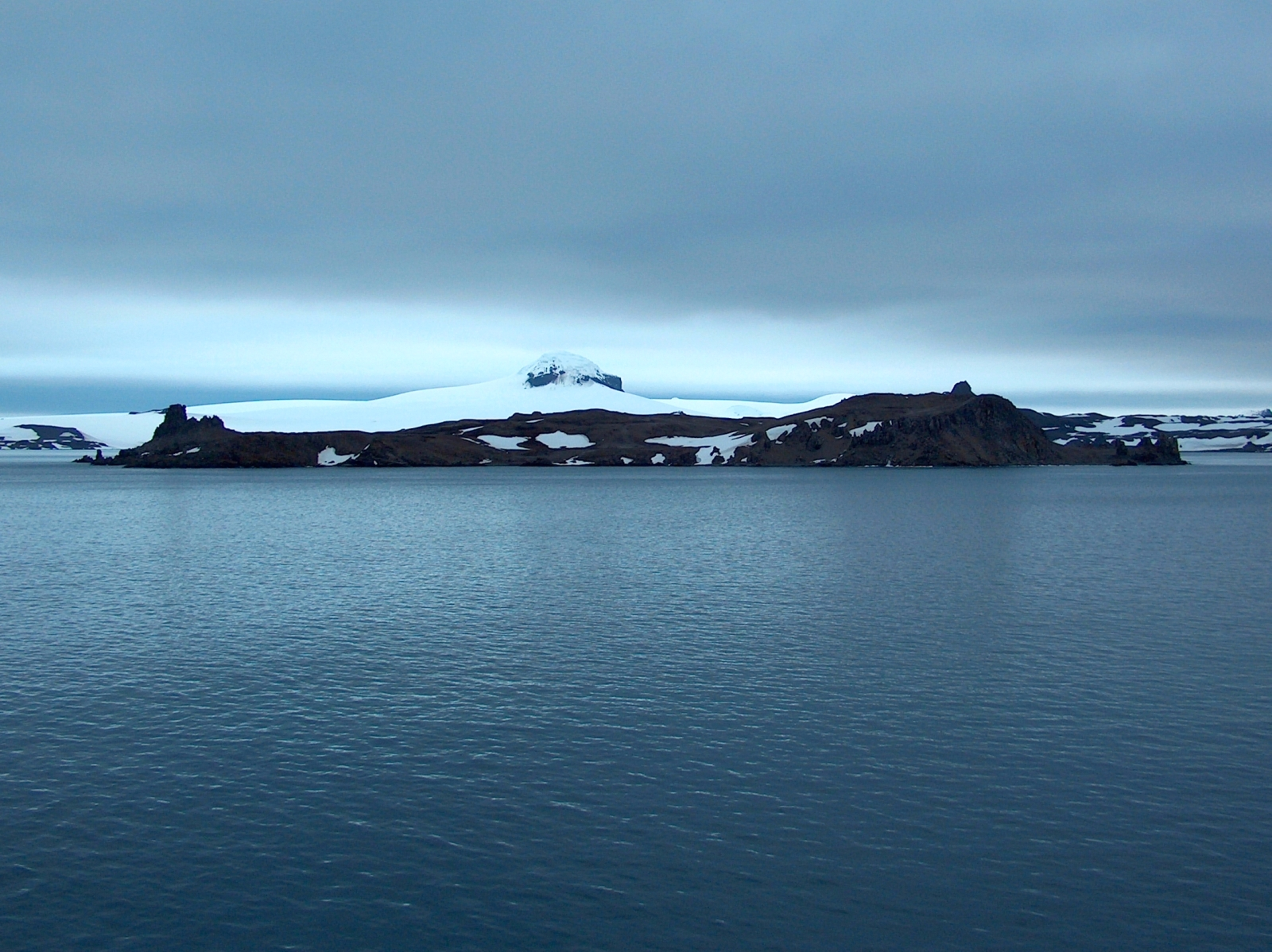
Isla Cecilia o Torre.

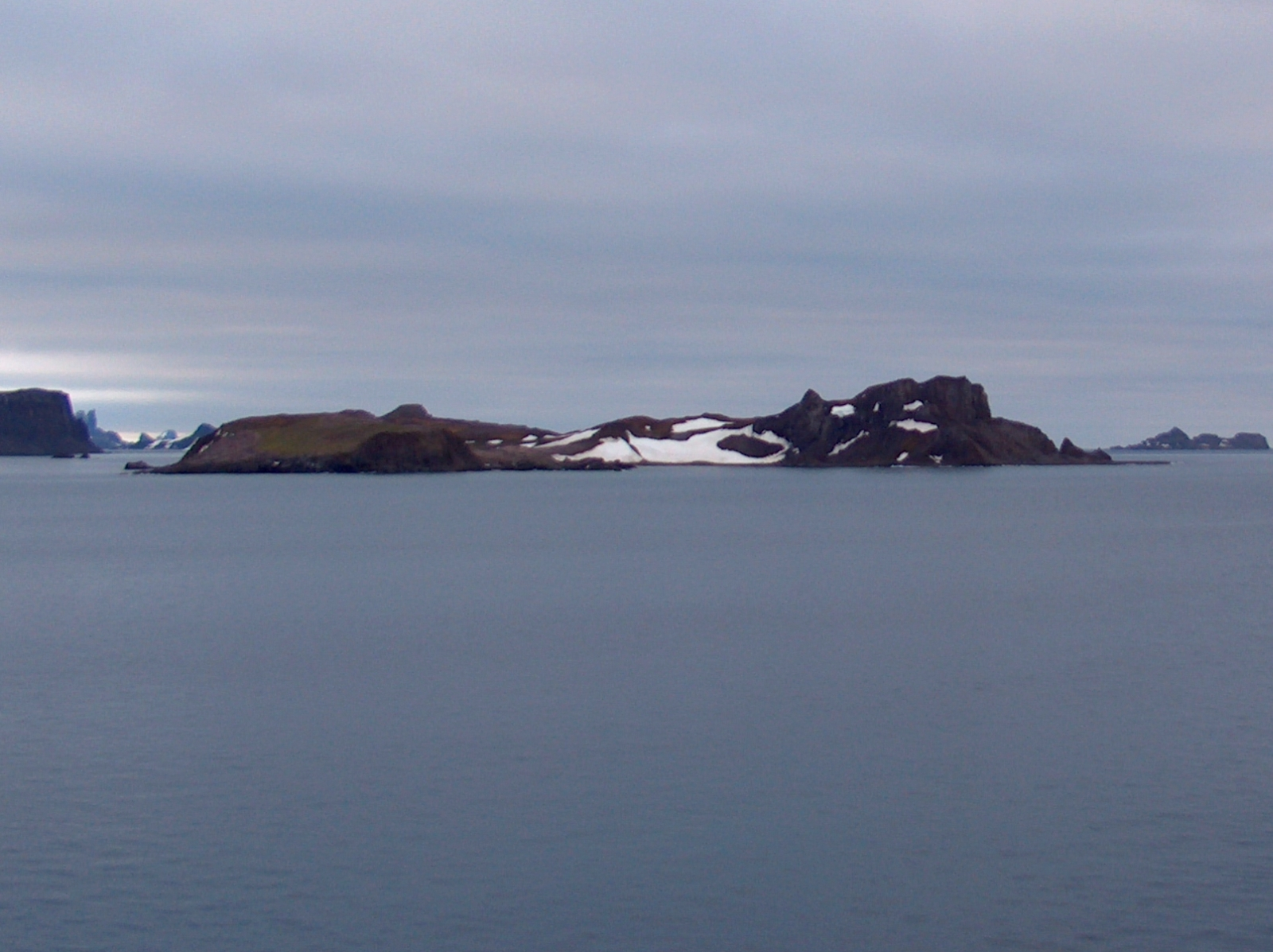
Isla Barrientos.

Las islas o islotes Aitcho son un grupo de pequeñas islas de la Antártida, ubicadas a 62°23′S 59°50′O / -62.383, -59.833 en la entrada norte del estrecho Inglés (o Espora) (entre la isla Robert y la isla Greenwich, al norte de la isla Dee, en las islas Shetland del Sur.
La vida en las islas incluye musgos, líquenes y pingüinos.
Fueron descubiertas por el capitán Fildes en 1821 y cartografiadas y nombradas en 1935 por la Marina Real Británica por las iniciales en idioma inglés de la Hydrographic Office del Almirantazgo Británico. Los nombres de varias de estas islas fueron dados por expediciones antárticas chilenas entre 1949 y 1951.

## Islas
Entre las Aitcho se cuentan:
- Isla Barrientos
- Isla Emeline
- Isla Jorge
- Isla Cecilia llamada isla Torre por Chile
- Isla Sierra
- Rocas Morris
- Roca Pasaje o islote Channel

## Reclamaciones territoriales
Argentina incluye a las islas en el departamento Antártida Argentina dentro de la provincia de Tierra del Fuego, Antártida e Islas del Atlántico Sur; para Chile forman parte de la comuna Antártica de la provincia Antártica Chilena dentro de la Región de Magallanes y de la Antártica Chilena; y para el Reino Unido integran el Territorio Antártico Británico. Las tres reclamaciones están sujetas a las disposiciones del Tratado Antártico.
Nomenclatura de los países reclamantes: 
- Argentina: islotes Aitcho
- Chile: ?
- Reino Unido: Aitcho Islands

## Mapa
- L.L. Ivanov. Antarctica: Livingston Island and Greenwich, Robert, Snow and Smith Islands. Scale 1:120000 topographic map.  Troyan: Manfred Wörner Foundation, 2009.  ISBN 978-954-92032-6-4